# Liste spätantiker Taufpiscinen
Die Liste spätantiker Taufpiscinen erfasst eine Auswahl ebenerdiger oder in den Boden eingelassener Becken zur Taufe, die gut erhalten und für die Öffentlichkeit zugänglich sind. Sowohl die Piscinen als auch die Gebäude, in denen sie sich befinden, werden in der Literatur als Baptisterium bezeichnet. In der Frühphase des Christentums wurden Baptisterien als besondere Bauten meist unmittelbar neben einer Kirche errichtet, oft auch mit dieser verbunden. Sie waren häufig als Zentralbau mit viereckigem, rundem, polygonalem oder vornehmlich im Osten auch kreuzförmigem Grundriss mit einem großen Taufbecken in der Mitte ausgebildet. Gelegentlich war das Taufbecken von einem Säulenkranz umgeben, über dem sich ein Baldachin bzw. Ciborium befand, vermutlich mit Vorhängen, ein Blickschutz für den unbekleideten Täufling. Schon seit der Spätantike konnte es an einem Ort auch mehrere Baptisterien geben.
Das frühe Christentum partizipierte an der griechisch-römischen Badekultur. Dies führte in der Spätantike zur Nutzung von Thermen für die Taufe und zum Bau von Baptisterien. Das architektonische Vorbild waren antike Baderäume, die stets Zentralräume waren, meist mit quadratischem Grundriss, oft durch eine Kuppel überwölbt. Die Ausrichtung des Raumes ist auf seine Mitte bezogen, wo sich das Taufbecken befindet. Manchmal sind Reste eines Überbaus (ciborium) erhalten, an dem Vorhänge als Sichtschutz aufgehängt werden konnten. Das Taufbecken (lat. piscina) übernahm den Namen und die Form von antiken Wasserbecken; sämtliche Taufbecken-Formen kommen auch in profanen Kontexten vor. Etwa 30 % der Becken waren rund, 23 % rechteckig oder quadratisch, 16 % achteckig, 16 % kreuzförmig. Letzteres legt zwar eine christliche Deutung nahe, kam aber auch vorher schon in Profanbauten vor.

## Liste, nach Ländern geordnet
| Bild | Land           | Ort                                                                             | Beschreibung |
| ---- | -------------- | ------------------------------------------------------------------------------- | --- |
|      | Albanien       | Butrint, Baptisterium Standort                                                  | In eine antike Badeanlage hineingebaut, unter Benutzung des existierenden Systems der Zuleitung und Ableitung von Wasser. Die Archäologen fanden Wasserreservoirs, unterirdische Leitungen und eine Heizvorrichtung für das Taufwasser. |
|      | Algerien       | Hippo Regius (Annaba), Baptisterium                                             | Frühes 5. Jahrhundert. Kreuzförmige Taufpiscina unter einem von vier Säulen getragenen Baldachin. |
|      | Bulgarien      | Byala, Sveti Atanas Standort                                                    | Bei Ausgrabungen einer antiken Festung an der Schwarzmeerküste kamen 2012 insgesamt drei Taufpiscinen zum Vorschein, eine innerhalb einer Basilika und die beiden anderen ein paar Meter außerhalb des Kirchengebäudes, und zwar übereinander, eine aus dem 5. und eine aus dem 6. Jahrhundert. Zwei der Piscinen hatten einen kreuzförmigen Grundriss. Die Ausgräber nehmen an, dass Veränderungen im Taufritual den Bau eines dritten Taufbeckens notwendig machten.                                                              |
|      | Deutschland    | Boppard, St. Severus                                                            | Im römischen Kastell von Boppard richtete die Zivilbevölkerung nach Abzug des Militärs im 5. Jahrhundert eine Saalkirche ein; in einem Nebenraum befand sich ein Taufbecken mit einem Durchmesser von 1,30 m und einer Tiefe von 0,6 m. Eine umlaufende, kreisförmige Mauer trug Holzpfosten eines Baldachins (ciborium). Im Zuge der Innenrenovierung der Pfarrkirche St. Severus wurde auch der Zugang zum frühchristlichen Taufbecken, das sich unter dem Hauptschiff befindet, verbessert.                                      |
|      | Deutschland    | Köln, Dom, Taufkirche                                                           | 6. Jahrhundert. Vom Baptisterium am Kölner Dom blieb das achteckige Taufbecken mit eingeschwungenen Seitenwänden erhalten. Bei der Neugestaltung der östlichen Domumgebung wurde 2004 bis 2006 ein Vorbau für das Baptisterium geschaffen; das Taufbecken ist durch ein Panoramafenster jederzeit zu sehen. |
|      | Frankreich     | Aix-en-Provence, Kathedrale Saint Sauveur, Baptisterium Standort                | |
|      | Frankreich     | Cemenelum (Cimiez), Baptisterium Standort                                       | Im 4. Jahrhundert wurde eine christliche Kirche in die größte Badeanlage des römischen Gallien eingebaut. Vom Baptisterium blieb die hexagonale Taufpiscina erhalten, in die drei Stufen hinunterführen. |
|      | Frankreich     | Châteauneuf-Grasse, Notre-Dame du Brusc Standort                                | 6. Jahrhundert? |
|      | Frankreich     | Fréjus, Kathedrale Saint-Léonce Standort                                        | Die Taufpiscina wird ergänzt durch ein Becken für die Fußwaschung (dolium), welche nach dem ambrosianischen Ritus vor der Ganzkörpertaufe stattfindet. Von den acht Säulen, welche den Baldachin (ciborium) trugen, ist nur eine teilweise erhalten. |
|      | Frankreich     | Poitiers, Baptisterium Saint-Jean Standort                                      | Achteckige Taufpiscina, in die vier Stufen hinabführen; 1,30 Meter tief. Über Terrakotta-Rohre wurde der Zufluss und Abfluss des Wassers geregelt. |
|      | Griechenland   | Rhodos, Ialysos Standort                                                        | |
|      | Griechenland   | Paros, Panagia Ekatontapyliani Standort                                         | |
|      | Israel         | Avdat, Nordkirche Standort                                                      | |
|      | Israel         | Schivta, Südkirche Standort                                                     | Im Vorraum der Südkirche befindet sich ein Baptisterium mit kreuzförmigem Taufbecken, in das der Täufling auf der einen Seite auf Stufen hinabsteigt und aus dem er nach dem Empfang der Taufe auf der entgegengesetzten Seite heraustritt. Gemäß einer Inschrift auf einem Türsturz wurde die Südkirche von 415 bis 430 errichtet. |
|      | Italien        | Aquileia, Basilika, Baptisterium Standort                                       | |
|      | Italien        | Grado (Friaul-Julisch Venetien), Baptisterium Standort                          | 6. Jahrhundert. |
|      | Italien        | Mailand, San Giovanni alle Fonti Standort                                       | 2. Hälfte 4. Jahrhundert. |
|      | Italien        | Neapel, Kathedrale Santa Restituta, Baptisterium San Giovanni in Fonte Standort | |
|      | Italien        | Nocera Superiore, Santa Maria Maggiore Standort                                 | In eine antike Badeanlage hineingebaut, unter Benutzung des existierenden Systems der Zuleitung und Ableitung von Wasser. |
|      | Italien        | Ravenna, Baptisterium des Neon Standort                                         | Im Wasser spiegelte sich das Deckenmosaik mit Darstellung der Taufe Jesu (um 458), mit dem sich der Katechumene bei der Taufe verband. |
|      | Jordanien      | Mose-Memorialkirche auf dem Berg Nebo Standort                                  | |
|      | Jordanien      | Petra, Basilika Standort                                                        | Von vier Säulen eingefasstes, kreuzförmiges Taufbecken. Die Säulen trugen wahrscheinlich ein Baldachin. |
|      | Kroatien       | Poreč, Euphrasius-Basilika, Baptisterium Standort                               | |
|      | Libyen         | Apollonia (Kyrenaika), Ostbasilika Standort                                     | |
|      | Libyen         | Sabratha, Apuleus-Basilika Standort                                             | |
|      | Nordmazedonien | Ohrid, Sv. Panteleimon, Baptisterium                                            | |
|      | Nordmazedonien | Stobi, Basilika des Bischofs Philippos Standort                                 | 5. Jahrhundert. Südlich der Basilika befindet sich das überkuppelte Baptisterium mit Mosaikfußboden und Fresken an den Wänden. |
|      | Nordzypern     | Agia Trias (Sipahi) Standort                                                    | 6. Jahrhundert. |
|      | Palästina      | Emmaus Nikopolis Standort                                                       | 5. Jahrhundert. |
|      | Portugal       | Torre de Palma, Villa Lusitano-Romana Standort                                  | Umnutzung einer Thermenanlage mit Kirche, Baptisterium und Gräberfeld. |
|      | Schweiz        | Riva San Vitale, Baptisterium Standort                                          | Das Johannes dem Täufer geweihte Baptisterium aus dem 6. Jahrhundert ist das älteste christliche Bauwerk der Schweiz. Im Boden, unter dem monolithischen Taufstein (um 1200), befindet sich die achteckige Taufpiscina. |
|      | Slowenien      | Ljubljana (Emona), Baptisterium Standort                                        | |
|      | Spanien        | El Bovalar, Frühchristliche Basilika                                            | 6. Jahrhundert. Becken zum Untertauchen, überwölbt von einem Baldachin: Tonnengewölbe auf ursprünglich sechs Säulen mit hufeisenförmigen Bögen. Heute im Museu de Lleida. |
|      | Spanien        | Mallorca, Basilika von Son Peretó Standort                                      | |
|      | Spanien        | San Pedro Alcántara, Basilika von Vega del Mar Standort                         | Sehr gut erhaltene Piscina für die Immersionstaufe; Mitte des 6. Jahrhunderts zu der um 500 erbauten Basilika hinzugefügt. |
|      | Spanien        | Santianes de Pravia, San Juan Standort                                          | |
|      | Syrien         | Qal’at Sim’an, Baptisterium Standort                                            | |
|      | Tunesien       | Bekalta (El Gaala)                                                              | 7. Jahrhundert. 1993 im ländlichen Umland von Leptis Minor entdeckt. Die Piscina, die ein Geviert von etwa fünf Metern einnimmt, ist mit Mosaiken ausgekleidet, die Vögel, Akanthusranken, Blumen und Früchte darstellen. Im Zentrum ein verziertes griechisches Kreuz mit Alpha und Omega. Achtpass, wobei runde und eckige Nischen abwechseln. Von jeder der acht Nischen führen zwei Stufen in die Mitte der Piscina hinunter. Eine Inschrift paraphrasiert die Bibelstelle Lk 2,14. Heute im Archäologischen Museum von Sousse. |
|      | Tunesien       | Bulla Regia, Kirche des Priesters Alexander Standort                            | 5./6. Jahrhundert. Kreuzförmiger Grundriss; zwei Marmorplatten trennen die Seitenarme von der eigentlichen rechteckigen Taufpiscina, wodurch trockene Standorte für den Priester oder Diakon geschaffen wurden. Die Piscina, in die Stufen hinab- und wieder heraufführen, hat mit fast zwei Metern eine ungewöhnliche Tiefe. |
|      | Tunesien       | Djerba, Baptisterium von Meninx (El Kantara)                                    | Heute im Nationalmuseum von Bardo in Tunis. |
|      | Tunesien       | Hammam Ghezèze, Baptisterium von Clipea (Kelibia)                               | Umlaufende Inschrift: „Gewidmet dem überaus gesegneten, heiligen Cyprian, Bischof und Hohenpriester, wie auch dem heiligen Adelphius, einem Presbyter, in Einheit mit ihm. Aquinius und seine Juliana, mit der Familie und - Dank sei Gott! - ihren Kindern, ließen diese Mosaiken machen für die angenehmen Wasser des ewigen Lebens.“ Heute im Nationalmuseum von Bardo in Tunis. |
|      | Tunesien       | Sufetula (Sbeitla), Kirche des Priesters Vitalis Standort                       | 5./frühes 6. Jahrhundert. Ungewöhnlicher, lippenartiger Grundriss mit vier tiefen Stufen an den Schmalseiten. |
|      | Tunesien       | Sufetula (Sbeitla), Kirche des Servus Standort                                  | Das Baptisterium wurde in die Cella eines paganen Tempels hineingebaut. Die Piscina besteht aus einem runden Taufbecken auf der untersten Ebene, darüber einer Vierpassform auf der mittleren Ebene und einem abgerundeten Hexagon auf der obersten Ebene. |
|      | Tunesien       | Thuburbo Majus Standort                                                         | |
|      | Türkei         | Alahan Manastir Standort                                                        | |
|      | Türkei         | Ephesos (Selçuk), Johanneskirche Standort                                       | |
|      | Türkei         | Ephesos (Selçuk), Marienkirche Standort                                         | |
|      | Türkei         | Istanbul, Hagia Sophia Standort                                                 | Das Taufbecken besteht aus einem einzigen Marmorblock, 3,3 Meter lang, 2,5 Meter breit und 1,5 Meter hoch. Es ist älter als die Hagia Sophia und stand ursprünglich im Baptisterium. Von dort wurde es im 17. Jahrhundert entfernt und ins Atrium versetzt. |